# Castleton-on-Hudson
Castleton-on-Hudson es una villa ubicada en el condado de Rensselaer en el estado estadounidense de Nueva York. En el año 2000 tenía una población de 1,619 habitantes y una densidad poblacional de 782.1 personas por km².

## Geografía
Castleton-on-Hudson se encuentra ubicada en las coordenadas 42°31′57″N 73°45′1″O / 42.53250, -73.75028.

## Demografía
Según la Oficina del Censo en 2000 los ingresos medios por hogar en la localidad eran de $44,141, y los ingresos medios por familia eran $51,957. Los hombres tenían unos ingresos medios de $36,019 frente a los $26,976 para las mujeres. La renta per cápita para la localidad era de $18,660. Alrededor del 8.7% de la población estaban por debajo del umbral de pobreza.